# Matt Dillon (tecknad serie)
Matt Dillon (original Gun Law) brittisk tecknad dagsstrippserie skapad av Harry Bishop 1956. 
Serien är baserad en amerikansk radioserien - och sedermera TV-serien - Krutrök (Gunsmoke) med James Arness i huvudrollen (William Conrad spelade Dillon på radio). 
Matt Dillon handlar om en ung sheriff som håller ordning i Dodge City och serien har publicerats på svenska i tidningen Western-serier.